# Starý Tekov
Starý Tekov (deutsch [Alt-]Bersenberg oder Altbarsch, ungarisch Óbars) ist eine Gemeinde im Westen der Slowakei, mit 1597 Einwohnern (Stand 31. Dezember 2024). Sie gehört zum Okres Levice, einem Kreis des übergeordneten Bezirks Nitriansky kraj.

## Geographie

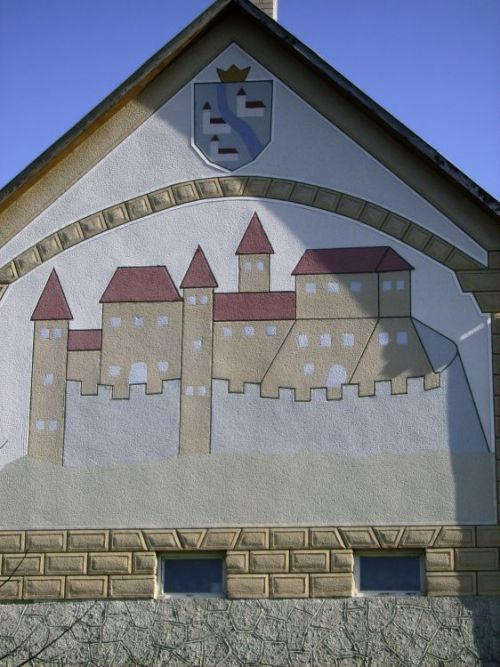
Abbildung der Burg Barsch an der Wand eines Hauses in Starý Tekov

Die Gemeinde liegt im Donauhügelland, einem Teil des slowakischen Donautieflands am linken Ufer des Hron, zwischen dem Hauptfluss und dessen Arm Perec. Starý Tekov ist neun Kilometer von Levice entfernt.
Zwischen Starý Tekov und am rechten Ufer des Hron liegenden Nachbarort Nový Tekov besteht eine Fähre.

## Geschichte
Der Ort ist ein alter Siedlungsplatz, mit Funden aus der Steinzeit, Hallstattzeit, weiter Funde der Maďarovce-Kultur und eine slawische Burgstätte aus dem 9. Jahrhundert. Der eigentliche Ort mit der Burg Barsch wurde zum ersten Mal 1075 als Bors schriftlich erwähnt. Die Flachlandburg, die ursprünglich zum königlichen Gut gehörte, war der erste Sitz des gleichnamigen Komitats, bis er im 14. Jahrhundert nach dem Verfall der Burg in die Burg Lewenz verlegt wurde. Der Ort selbst erhielt 1240 die Stadtrechte, nachdem sich deutsche Kolonisten im Ort niederließen; Altbarsch konnte sich allerdings nie in eine Stadt weiterentwickeln, obwohl als solche weit ins 18. Jahrhundert bezeichnet wurde. 1241 wurde es im verheerenden Mongoleneinfall weitgehend zerstört. Zu Beginn des 14. Jahrhunderts gehörte der Ort zum Erzbistum Gran, seit 1388 dann zum Herrschaftsgut von Lewenz. Der Ort war überwiegend landwirtschaftlich geprägt und es war zum Teil Weberei vertreten.
Bis 1919 gehörte der Ort zum Königreich Ungarn und kam danach zur Tschechoslowakei.

## Bevölkerung
| Jahr                | 1994 | 2004    | 2014    | 2024     |
| ------------------- | ---- | ------- | ------- | -------- |
| Anzahl der Personen | 1490 | 1467    | 1414    | 1597     |
| Unterschied         |      | −1,54 % | −3,61 % | +12,94 % |

| Jahr                | 2023 | 2024    |
| ------------------- | ---- | ------- |
| Anzahl der Personen | 1548 | 1597    |
| Unterschied         |      | +3,16 % |

## Kultur
In den ungeraden Jahren wird in der Gemeinde das Volksfestival Tekovské folklórne slávnosti veranstaltet. Seit 2006 werden jährlich in einer Reenactment-Veranstaltung örtliche Schlachtereignisse des Zweiten Weltkriegs unter dem Namen Boje na Hrone 1945 dargestellt.